# アリヤ・イゼトベゴヴィッチ
アリヤ・イゼトベゴヴィッチ（ボスニア語:Alija Izetbegović、1925年8月8日 – 2003年10月19日）は、ボシュニャク人活動家で、弁護士、作家、哲学者、政治家であり、1990年にボスニア・ヘルツェゴビナの初代大統領となった。イゼトベゴヴィッチは1996年まで大統領職を務め、その後ボスニア・ヘルツェゴビナ大統領評議会の一員となり、2000年までその地位にあった。イゼトベゴヴィッチはまた、多くの著書を残しており、特に『イスラム宣言』（The Islamic Declaration）などが知られる。

## 初期
アリヤ・イゼトベゴヴィッチは1925年、当時セルブ・クロアート・スロヴェーン王国の一部だったボスニア・ヘルツェゴビナ北部のボサンスキ・シャマツにて生まれた。著名であったが没落した家系の出身であった。
イゼトベコヴィッチ家はベオグラードでオスマン帝国の貴族であったが、セルビアがオスマン帝国から独立したためにボスニアに逃れていた。アリヤ・イゼトベゴヴィッチの祖父アリヤは、ボサンスキ・シャマツの市長であった。
アリヤ・イゼトベゴヴィッチの父親は会計士であったが、1927年に破産を宣告され、彼の家族はサラエヴォへと移った。1930年代から1940年代にかけて、アリヤ・イゼトベゴヴィッチはボシュニャク人社会の一員として育った。信心深い家庭とムスリムとしての教養により、彼は確固たる教育を受け、サラエヴォにて法学校を卒業した。このとき、彼は青年ムスリム団に加わった。第二次世界大戦の間、イゼトベゴヴィッチはいかなる軍事組織にも加わることはなかった。戦後、イゼトベゴヴィッチは1946年に逮捕され、反共産主義活動の疑いで懲役3年を言い渡された。釈放後、イゼトベゴヴィッチはサラエヴォ大学にて法学の学位を取得し、政治への参加を続けた。

## 反体制活動
1970年、イゼトベゴヴィッチは『イスラム宣言』（The Islamic Declaration）と題する声明書を発表した。このなかで、イゼトベゴヴィッチはイスラムと国家、社会に関する自身の見解を表明した。ユーゴスラビアの当局はこの宣言書をボスニアにおけるシャーリア法であるとの見解を示し、出版を禁じた。
後に、この宣言書はセルビア人の民族主義者によって戦争の口実として使われた。彼らは本書を引用し、ボシュニャク人がボスニアに、イランのようなイスラム国家を設立しようとしていると主張した。ボスニア紛争が続いた1990年代、宣言書がイゼトベゴヴィッチに反する立場の人々によって頻繁に引用されるようになってから、本書はイスラム原理主義の見解を示したものと見なされてきた。
こうした見解はジョン・シンドラー（John Schindler）等の一部の西側諸国の人々にも共有された。
しかし、イゼトベゴヴィッチはこうした見解を強く否定している。
イギリスの著者ノエル・マルコルム（Noel Malcolm）は、セルビア人民族主義者による本書に関する主張を「誤ったプロパガンダ」であるとし、本書を丁寧に読むことを薦めた。
マルコルムは本書を「政治とイスラムに関する一般的な指針を示したものであり、全てのイスラム世界に向けられたものである。これはボスニアについて述べたものではなく、ボスニアは本書では触れられてすらもない。…引用される箇所はいずれも、原理主義的なものではない」とした。マルコルムは、イゼトベゴヴィッチの視点は、後の著書『西と東のイスラム』（Islam between East and West）で熟考されて述べられているとし、そこで「彼はイスラムを、西ヨーロッパ諸国の価値を含む、精神的・理知的なジンテーゼとみなしている」とした。
この功績により、1993年キング・ファイサル国際賞イスラーム奉仕部門受賞。
宣言書は現在も論争の的となり続けている。またイゼトベゴヴィッチの著書は二元論的であると指摘されている。

## 投獄
1983年4月、イゼトベゴヴィッチとその他の20人のボシュニャク人活動家、メリカ・サリフベゴヴィッチ（Melika Salihbegović）、エドヘム・ビチャクチッチ（Edhem Bičakčić）、オメル・ベフメン（Omer Behmen）、ムスタファ・スパヒッチ（Mustafa Spahić）、ハサン・チェンギッチ（Hasan Čengić）はサラエヴォの裁判所で裁判にかけられた。「敵対行動」、特に「ムスリム民族主義に影響を受けた敵対活動」、「敵対活動を目的とした共謀」、「敵対的プロパガンダ」の容疑であった。とりわけ、起訴された者たちは「民族的に純粋なムスリムのボスニア・ヘルツェゴビナ」を創設することを目指していたとされた。イゼトベゴヴィッチは更に、イランでのムスリム会議に参加したことでも訴追された。彼らは全て有罪と認定され、イゼトベゴヴィッチは懲役14年を宣告された。有罪判決は、アムネスティ・インターナショナルやヒューマン・ライツ・ウォッチなどの西側の人権組織から強く非難され、この事件は共産主義者によるプロパガンダに基づいており、起訴された者たちはいかなる暴力を使ったことも擁護したこともないとした。
続く5月には、ボスニア上級裁判所は、「被告の行動の幾らかは、犯罪活動としての性質を有さず」とし、イゼトベゴヴィッチの懲役を12年に減刑した。1988年、共産主義による統治が失墜すると、イゼトベゴヴィッチは恩赦を得て釈放され、ほぼ5年間に及んだ投獄生活を終えた。イゼトベゴヴィッチの健康状態はひどく害されていた。

## 大統領
1980年代の末、ユーゴスラビアに複数政党制が導入されると、1989年にイゼトベゴヴィッチとその他のボシュニャク人の活動会は、政治政党 民主行動党（Stranka Demokratske Akcije, SDA）を設立した。民主行動党はムスリム的特長を持っており、同様にボスニア・ヘルツェゴビナの他の民族、すなわちクロアチア人やセルビア人も、それぞれの民族に基づいた政党を設立した。共産党そのものは民主改革党と改称した。イゼトベゴヴィッチ率いる民主行動党は選挙に勝利し、ボスニア・ヘルツェゴビナ全土で最多得票となる33%の票を集めた。それに続く第2党、第3党となったのは、それぞれセルビア人とクロアチア人の民族主義政党であった。大統領選挙では、ボシュニャク人の候補者のうちフィクレト・アブディッチ（Fikret Abdić）が44%の票を得て1位となった一方、イゼトベゴヴィッチは37%の票を得て2位となった。ボスニア・ヘルツェゴビナ憲法によると、それぞれの「憲法上の主要民族(narod)」の上位2人の候補者が、多民族の7人からなる輪番制の大統領評議会に選ばれることになる（2人のボシュニャク人、2人のセルビア人、2人のクロアチア人、1人のユーゴスラビア人）。クロアチア人は首相の座を獲得し、セルビア人は議会議長の座を獲得した。アブディッチはボシュニャク人の大統領評議会から身を引くことに合意し、イゼトベゴヴィッチが大統領に選ばれた。
ボスニアの、民族による権力分担合意は、クロアチアにおいてクロアチア人とセルビア人の間で戦闘が始まり、民族間の緊張が高まったことによって、急速に崩壊を迎えた。イゼトベゴヴィッチは、憲法上は1年間のみ大統領の地位にあるものとされていたが、この合意は「非常事態のために」破棄され、セルビア人とクロアチア人の民族主義政党セルビア民主党（SDS）とクロアチア民主同盟（HDZ）はボスニア・ヘルツェゴビナ政府を否定し、合意は完全に崩壊した。
スロベニアとクロアチアで1991年の夏に戦闘が始まると、ボシュニャク人も戦闘へと参加していった。イゼトベゴヴィッチははじめ、ボスニア・ヘルツェゴビナを緩やかな連邦国家として国家の統一を維持することを提唱し、平和的解決を強く求めた。イゼトベゴヴィッチは「何にもまして平和を」という立場はとらず、1991年2月には、「私はボスニア・ヘルツェゴビナの独立のために、平和を犠牲にすることもいとわない。しかし、ボスニア・ヘルツェゴビナの平和のために、その独立を犠牲にすることはない」と発言した。1992年初頭には、対立する民族主義者たちの要求は互いに衝突し整合性が取れなくなっていた。ボシュニャク人とクロアチア人はボスニア・ヘルツェゴビナの独立を求める一方、セルビア人は、セルビアに支配されるようになったユーゴスラビアの傘下に留まることを主張した。イゼトベゴヴィッチは表立って、自身が二者択一を迫られていると説明し、白血病となるか脳腫瘍となるか選ばざるを得ない状況であると、そのジレンマを表現した。
1992年1月、ポルトガルの外交官ジョゼ・クティレイロ（José Cutileiro）は草案を作成し、これは後にリスボン合意（Lisbon Agreement）と呼ばれるようになる。この草案では、ボスニアは3民族それぞれによるカントンからなる連邦国家とされた。はじめ、ボシュニャク人のイゼトベゴヴィッチ、セルビア人のラドヴァン・カラジッチ、クロアチア人のマテ・ボバンの全ての側がこの草案に合意した。しかし、2週間あまりが過ぎた後、イゼトベゴヴィッチは合意を撤回し、ボスニアを分割するあらゆる考え方に対する反対を表明した。これはおそらく、在ユーゴスラビアのアメリカ大使ウォーレン・ジマーマン（Warren Zimmermann）に促されたと考えられる。

## ボスニア・ヘルツェゴビナ紛争
1992年2月、イゼトベゴヴィッチはボスニア・ヘルツェゴビナを、ヨーロッパ水準の独立国家として認めるかを問う住民投票を実施した。大統領評議会のセルビア人メンバーらは、ボスニア・ヘルツェゴビナの独立を進めるあらゆる動きは、ユーゴスラビアへの帰属を求めるセルビア人居住地域をボスニア・ヘルツェゴビナから切り離すことにつながると警告した。セルビア人は住民投票をボイコットし、これを憲法違反の動きであるとした。投票では67%の投票率で、99.4%の賛成票をあつめた。これは、ボスニア・ヘルツェゴビナに住むほぼ全てのクロアチア人とボシュニャク人の有権者が投票し、賛成票を投じたことに匹敵する。ボスニア議会では既にセルビア人議員は欠席となっており、議会は2月29日に公式に独立を宣言し、イゼトベゴヴィッチは3月3日に独立すると発表した。独立は1992年4月7日に欧州連合とアメリカがボスニア・ヘルツェゴビナの独立を承認するまで実際の効力は発揮されなかった。国際社会によるボスニア承認の直後から、散発的にセルビア人とボスニア・ヘルツェゴビナ政府軍による戦闘が始まった。イゼトベゴヴィッチは、独立の承認に伴って国際社会が紛争を食い止めるために平和維持軍を派遣することを期待したが、これは実現されなかった。それに代わって、ボスニア・ヘルツェゴビナ全土の広い地域で、蜂起したセルビア人やユーゴスラビア軍と、装備の貧弱なボスニア・ヘルツェゴビナ政府軍との戦闘が始まった。
はじめ、セルビア人武装勢力は非セルビア人の市民を東部ボスニアで攻撃した。町や村はひとたびセルビア人の手に落ちると、セルビア人勢力（軍や警察、準軍事組織、そして時にはセルビア人の村人まで）が同じパターンに従って行動した。ボシュニャク人の家や住宅は組織的に破壊されるか放火され、ボシュニャク人の市民は追い込まれるか捕らえられ、時に殴打され、殺害された。男性と女性は分離され、男性らの多くは強制収容所に送られた。女性らは各地の拘留地にとどめ置かれ、極めて劣悪な環境の中での生活を強いられ、繰り返し強姦されるなどの虐待を受けた。セルビア人の兵士や警官はこれらの拘留地を訪れ、一人あるいは複数の女性を選んで連れ出し、強姦した。
その後3年にわたって、イゼトベゴヴィッチはセルビア人勢力によるサラエヴォ包囲下で、危険な中を生きた。イゼトベゴヴィッチは、セルビア人勢力の攻撃に対して何もしない西側諸国の失態を非難し、かわって反体制活動時代に築いたイスラム世界とのつながりを頼った。ボスニア政府は彼らから資金と軍備の提供を受けた。ボスニアのボシュニャク人に対する、セルビア人やクロアチア人の勢力による虐殺に対して、アラブ人の義勇兵がボスニアに入り、ボスニア・ヘルツェゴビナ政府軍に加わった。彼らはエル・ムジャヒド（El-Mudžahid）の名で呼ばれた。エル・ムジャヒド義勇軍の正確な数は明らかにはなっていないものの、300人程度から1,500人程度と見られている。これらの外国人兵は、自身をムジャーヒディーンと呼び、1993年にクロアチアの身分証明書、パスポート、IDを持って入国している。彼らは大きな批判の的となり、彼らの存在は危険なイスラム原理主義をヨーロッパの中央に築き上げようとしている証拠であると非難された。しかし、これらの外国人義勇兵はボシュニャク人の間でもあまり知られていない。それは、ボスニア・ヘルツェゴビナ政府軍は数千人の兵士を擁し、兵士ではなく軍備を必要としていたことによる。多くのボスニア政府軍の士官や指導者たちは、外国の義勇軍がボスニア・ヘルツェゴビナの中心にいたことに疑いを持っている。ボスニア政府軍は頻繁にクロアチア人勢力によって捕らえられているのとは対照的に、これらの「ムジャーヒディーン」たちは、クロアチアのスプリトやザグレブから来て、ボスニア・ヘルツェゴビナ領内にクロアチア人が建国を宣言したヘルツェグ＝ボスナ・クロアチア人共和国を問題なく通過してきていることになる。ボスニア政府軍に所属したクロアチア人の高官である将軍スティエパン・シベル（Stjepan Šiber）によると、これらの外国人兵のボスニア入りのかなめの役割を果たしたのはクロアチア大統領フラニョ・トゥジマンとクロアチアの防諜組織であり、クロアチアによるボスニア紛争への加担と、クロアチア軍による犯罪を正当化する事を目的としているとされる。イゼトベゴヴィッチはこれらの「ムジャーヒディーン」たちを、イスラム世界によるボスニア支持の象徴と見なしているが、彼らは軍事的には大きな貢献となはらず、政治的には重荷となった。
ボスニア・ヘルツェゴビナ連邦の領土防衛大臣ハサン・チェンギッチ（Hasan Čengić）は、イランと強い結びつきを持っており、1996年にチェンギッチの更迭は、アメリカ合衆国がボスニア・ヘルツェゴビナ連邦軍に対する資金と装備の支援の引き換えに、強く求めていた要求であった。
イゼトベゴヴィッチは中央集権の下での多民族国家としてのボスニア・ヘルツェゴビナを希求した。これは当時の情勢の下では不可能とも思われる構想であった。ボスニアのクロアチア人は、サラエヴォの政府には期待せず、クロアチア政府によって軍事的・資金的に援助を受け、クロアチア人自身による民族国家「ヘルツェグ＝ボスナ・クロアチア人共和国」をヘルツェゴヴィナと中央ボスニア地方にうち立てていた。ほとんどの地域では、局地的なセルビア人勢力とクロアチア人勢力による休戦が結ばれていた（クレシェヴォ (Kreševo)、ヴァレシュ (Vareš)、ヤイツェなど）。クロアチア人勢力は、中央ボスニアの町ゴルニ・ヴァクフおよびノヴィ・トラヴニク（Novi Travnik）において1992年6月、はじめてボシュニャク人に対する攻撃に及んだものの、攻撃は失敗に終わった。グラーツ合意（Graz agreement）はクロアチア人勢力の間に大きな分裂をもたらし、分離主義者の勢力を勢いづかせた。これによって、ボシュニャク人勢力に対するラシュヴァ渓谷民族浄化作戦（Lašva Valley ethnic cleansing）が引き起こされた。この作戦はヘルツェグ＝ボスナ・クロアチア人共和国の政治的・軍事的指導者らによって1992年5月から1993年3月にかけて計画され、続く4月に実施され、1991年11月にクロアチア人民族主義者によって規定された目標の具現化であった 。
全般的な混乱に加えて、イゼトベゴヴィッチのかつての盟友であったフィクレト・アブディッチはツァジンとヴェリカ・クラドゥシャ自治体の領域において、サラエヴォの政府に反抗し、スロボダン・ミロシェヴィッチやフラニョ・トゥジマンの協力の下で「西ボスニア自治州」を設立した。アブディッチの一派はまもなくボスニア政府軍によって鎮圧された。この時点で、イゼトベゴヴィッチによるサラエヴォの政府は、ボスニア・ヘルツェゴビナ全土のうち、わずか25%を統制下におき、ボシュニャク人を代表する勢力に過ぎなかった。
1993年中ごろ、イゼトベゴヴィッチは、ボスニアを民族ごとに分割したうえでサラエヴォの政府の下に置き、かつボシュニャク人に最大の領土を与える和平案に合意した。ボシュニャク人とクロアチア人の間の戦闘は、アメリカ合衆国の調停によって1994年3月に停止され、それ以降は両勢力は対セルビア人で協力関係となった。この頃から、NATOは紛争により積極的に介入するようになり、ボスニアのセルビア人が停戦を破ったり飛行禁止区域を侵した際には、セルビア人勢力に対する局地的な爆撃などを行った。クロアチア人勢力は、アメリカの軍事コンサルタントMilitary Professional Resources, Inc.によるクロアチア軍に対する指導によって間接的に利益を受けた。加えて、国際連合による武器禁輸にも関わらず、クロアチアはボスニアのクロアチア人勢力に対して大量の武器を供与し、少数をボスニア政府軍にも供与した。多くのボスニア軍の供給はイスラム世界、特にイランから空輸によって運び込まれ、1996年にアメリカ合衆国の調査の際に問題となった。
1993年9月、ボシュニャク人知識人会議（Drugi bošnjački sabor）は、歴史的な民族呼称である「ボシュニャク人」を、それまでの呼称であった「ムスリム人」に代わって再導入した。ユーゴスラビア時代、「ボシュニャク人」の呼称は、ボスニアにおける支配力が失われることを恐れたセルビア人によって反対され、その代わりに「ムスリム人」の呼称が導入されていた。ユーゴスラビアによる「ムスリム人」政策は、ボシュニャク人の間では民族性の無視と、ボスニアという地域性の否定であり、彼らを民族性ではなく宗教によって区分するものであったと見なされた。
ボスニアの政治家のハムディヤ・ポズデラツ（Hamdija Pozderac）は、1971年のヨシップ・ブロズ・チトーとの会談の中で、「彼らは、ボスニア性を認めず、代わりにムスリム性を提案してきた。この呼称は誤りであるものの、我々はこれを受け入れ、これを進展の第一歩としよう」としている。

## 終戦
1995年8月、スレブレニツァの虐殺に続いて、NATOは2週間にわたる集中的な空爆作戦を展開し、ボスニアのセルビア人勢力の命令・指揮系統を破壊した。これによってクロアチア人とボシュニャク人の軍は、それまでセルビア人が支配していた地域への攻勢が実現し、ボスニア・ヘルツェゴビナの国土をボシュニャク人・クロアチア人とセルビア人でほぼ半分に分ける状態に至った。攻勢はセルビア人勢力の事実上の首都であったバニャ・ルカの直前で停止した。ボシュニャク人が進軍を停止したとき、彼らはバニャ・ルカに電力を供給している発電所を制圧し、セルビア人勢力に対して停戦合意への圧力をかけた。
各方面はデイトンにてアメリカ合衆国の監督の下で和平交渉を進めた。クロアチア人とセルビア人の利益はそれぞれクロアチアとセルビアの大統領であるトゥジマンとミロシェヴィッチが代表していた。イゼトベゴヴィッチは、国際的に承認されたボスニア政府を代表していた。

## 終戦後

イスタンブール市によって、サラエヴォに建てられたイゼトベゴヴィッチの墓。

1995年11月、ボスニア・ヘルツェゴビナ紛争が公式に終わってから、イゼトベゴヴィッチは大統領評議会の議長に就任した。民主行動党の影響力は、国際社会によって設置されたボスニア・ヘルツェゴビナ上級代表によって低下させられた。上級代表はボスニア・ヘルツェゴビナを監視し、大統領評議会や議会、クロアチア人とボシュニャク人主体のボスニア・ヘルツェゴビナ連邦、セルビア人主体のスルプスカ共和国よりも上位の権限を持っていた。イゼトベゴヴィッチは2000年10月に74歳で、健康上の理由のために大統領評議会を退いた。しかし、イゼトベゴヴィッチはその後もボシュニャク人の間で高い人気を維持し、デド（Dedo）の愛称で親しまれた。この愛称は、トルコ語で「祖父」を意味する「dede」に由来している。イゼトベゴヴィッチの支援によって民主行動党は2002年の選挙で政権に返り咲いた。
セルビア人民族主義者や組織は2度にわたって旧ユーゴスラビア国際戦犯法廷に対してイゼトベゴヴィッチを戦争犯罪やその他の容疑で訴追するように求めた。
旧ユーゴスラビア国際戦犯法廷によるイゼトベゴヴィッチに対する調査は一度は始められたものの、彼の死によって中止された。
自伝『逃れられない疑問』（Inescapable Questions）の中で、イゼトベゴヴィッチは、ある場面で少数のボシュニャク人兵士が故意に市民を殺害したことを認め、これに関して、彼の政府による急ごしらえの軍の統率を保つことの困難さについて詳述した。
イゼトベゴヴィッチは2003年10月、自宅で転倒しケガを負ったことで心臓病が悪化したため、サラエヴォにて死去した。死後、サラエヴォの大通り「Ulica Maršala Tita」（チトー元帥通り）および「サラエヴォ国際空港」に彼の栄誉を称えての改称が提案されたが、これはスルプスカ共和国の政治家からの反対を招き、ボスニア・ヘルツェゴビナ上級代表のパディ・アッシュダウン（Paddy Ashdown）によって改称は阻止された。
イゼトベゴヴィッチの墓はサラエヴォのコヴァチ（Kovači）墓地にあり、2006年8月11日に何者かによって爆破された。

## 私生活など
- イゼトベゴヴィッチはハリダ・レポヴァツ（Halida Repovac）と結婚し、3人の子どもレイラ（Lejla）、サビナ（Sabina）、バキル（Bakir）をもうけた。長男バキルは2006年10月、民主行動党所属の国会議員に選出され、更に2010年11月には大統領評議会のボシュニャク人議員として、3人から成る集団的元首機関の成員の1人となった。
- スペインの新聞エル・ムンドは、イゼトベゴヴィッチを1995年の「今年の人」に選出した。
- イゼトベコヴィッチはワシントン民主センター（The Center For Democracy, Washington）からキング・ファイサル賞（Reward from King Feysal）とメダルを受けた。
- フランスの哲学者ベルナール＝アンリ・レヴィは、ドキュメンタリー『Bosna!』においてイゼトベゴヴィッチの戦時中の働きについて好意的に説明した。

## 著書
イゼトベコヴィッチのユーゴスラビア域外での最も著名な著書には『西と東のイスラム』があり、1984年の発表以降、多くの言語で翻訳され出版されている。その他の著書には『イスラム宣言』、『イスラム・ルネッサンスの問題』、『私の自由への逃走』、『投獄からのノート 1983-1988』、『逃れられない問題: 自伝ノート』などがある。

### 英語で出版されている著書
- Islam Between East and West, Alija Ali Izetbegović, American Trust Publications, 1985 (also ABC Publications, 1993)
- Inescapable Questions: Autobiographical Notes, Alija Izetbegović, The Islamic Foundation, 2003
- Izetbegović of Bosnia and Herzegovina: Notes from Prison, 1983-1988, Alija Izetbegović, Greenwood Press, 2001
- Notes From Prison - 1983-1988, Alija Ali Izetbegović, published in PDF-format courtesy Bakir Izetbegović, 2006 Notes From Prison - 1983-1988
- The Islamic Declaration, Alija Izetbegović, s.n., 1991

### ボスニア語で出版されている著書
- Govori i pisma, Alija Izetbegović, SDA, 1994
- Rat i mir u Bosni i Hercegovini (Biblioteka Posebna izdanja), Alija Izetbegović, Vijece Kongresa bosnjackih intelektualaca, 1998
- Moj bijeg u slobodu: Biljeske iz zatvora 1983-1988 (Biblioteka Refleksi), Alija Izetbegović, Svjetlost, 1999
- Islamska deklaracija (Mala muslimanska biblioteka), Alija Izetbegović, Bosna, 1990